# Ley de Amnistía en Chile
El Decreto Ley 2.191, comúnmente conocido como Ley de Amnistía, es una norma chilena con rango legal que fue promulgada el 18 de abril de 1978 y publicada en el Diario Oficial el día siguiente. Tenía como fin establecer una ley de amnistía a los colaboradores de la dictadura militar encabezada por Augusto Pinochet Ugarte. Al día de hoy, la Ley de Amnistía continúa vigente formalmente, a pesar de que la Corte Suprema resolvió en 1998 cesar en su aplicación.

## Historia
La ley fue redactada por Mónica Madariaga, exministra de Justicia de la dictadura militar a petición de Sergio Fernández Fernández, quien le pidió una ley que "Favoreciera a ambos bandos", que dejara fuera el Caso de Orlando Letelier y que limite el retorno en caso de exilio por delito, finalmente fue dictada por la Junta Militar el 18 de abril de 1978. Durante el período abarcado por la ley, el país se mantuvo bajo estado de sitio, no obstante, miles de chilenos fueron víctimas de violaciones a los derechos humanos, mediante torturas, ejecuciones, desapariciones, entre otros.
Al momento de entrar en vigencia la Ley de Amnistía, en abril de 1978, gran parte de los tribunales se declaró incompetente, trasladando los casos de derechos humanos a la justicia militar. Hasta la segunda mitad de la década de 1990, la Ley de Amnistía fue uno de los principales obstáculos para la investigación de los hechos ilícitos cometidos durante la dictadura.

## Contenido
El decreto, según su artículo 1.º, concede la amnistía «a todas las personas que, en calidad de autores, cómplices o encubridores hayan incurrido en hechos delictuosos, durante la vigencia de la situación de Estado de Sitio, comprendida entre el 11 de septiembre de 1973 y el 10 de marzo de 1978», siempre que no estuvieran procesadas o condenadas previamente. La ley no hizo distinción entre los delitos comunes y aquellos cometidos con motivación política.
Asimismo, el artículo 2° de este cuerpo legal establece la amnistía a las personas que a la fecha de vigencia del decreto «se encuentren condenadas por tribunales militares con posterioridad al 11 de septiembre de 1973», o sea, con posterioridad al golpe de Estado. De esta forma, se eximía a los miembros de las Fuerzas Armadas de la responsabilidad penal, civil y militar por las violaciones a los derechos humanos.
Además, el artículo 3.º precisaba una serie de delitos que quedarían excluidos de la amnistía, como parricidio, infanticidio, elaboración o tráfico de estupefacientes, sustracción de menores de edad, robo con fuerza en las cosas, o con violencia o intimidación en las personas y corrupción de menores, entre otros.

## Aplicación
Según organizaciones de derechos humanos, entre 500 y 1000 personas, la gran mayoría exmilitares que formaron parte de la administración de la dictadura cívico-militar, se vieron favorecidas con la Ley de Amnistía. La Corte Suprema de Justicia resolvió en 1998 no aplicar esta ley en casos de violaciones a los derechos humanos.